# Абакшино (Красноярский край)
Абакшино — село в Сухобузимском районе Красноярского края  в составе Высотинского сельсовета.

## География
Село находится в левобережной части района примерно в 9 километрах по прямой на юго-восток от села Сухобузимское.

## Климат
Климат континентальный с продолжительной холодной зимой и относительно жарким коротким летом. Среднемесячная температура воздуха в январе от -14˚С до -28˚С, в июле от 12˚С до 21˚С. Температура наружного воздуха в разрезе года 0,5˚С. Абсолютная минимальная температура воздуха -53˚С, абсолютная максимальная 38˚С. Средняя наиболее холодного периода -22˚С. Период со среднесуточной температурой воздуха ≤  8˚С составляет 235 суток. Продолжительность периода со среднесуточной 0˚С составляет 168 суток. Продолжительность безморозного периода составляет 120 суток. Средняя дата последнего заморозка весной 10 июня, дата первого заморозка осенью 7 сентября. Количество осадков за год составляет 429 мм. Средняя дата образования и разрушения устойчивого снежного покрова 12 ноября и 28 марта. Средняя высота снежного покрова за зиму 42 см. 

## Население
| 2010 |
| ---- |
| 211  |

Постоянное население составляло 300 человек в 2002 году (86% русские), 211 в 2010.

## История
Образована в 1841-1845 годах переселенцами из Вятской губернии. В советское время работали колхоз «Память Ленина»  и совхозы «Горский» и «Маяк». 

## Инфраструктура
Имеется начальная школа, библиотека, клуб и фельдшерско-акушерский пункт.